# NGC 1516A
NGC 1516A (другие обозначения — NGC 1524, NGC 1516-1, MCG -2-11-17, PGC 14515) — галактика в созвездии Эридан.
Этот объект занесён в новый общий каталог несколько раз, с обозначениями NGC 1516A, NGC 1524.
Этот объект входит в число перечисленных в оригинальной редакции «Нового общего каталога».
В галактике вспыхнула сверхновая SN 2014dm типа Ia, её пиковая видимая звездная величина составила 16,5.